# Organització de l'Exèrcit Secret
L'Organització de l'Exèrcit Secret (OES) (en francès: Organisation armée secrète o Organisation de l'armée secrète, OAS) va ser una organització polític-militar clandestina d'extrema dreta i nacionalista francesa, creada en l'11 de febrer de 1961 per a la defensa de la presència francesa a Algèria, per qualsevol mitjà, inclòs el terrorisme àmpliament. Estava vinculada a l'Operació Gladio.
Es va crear a Madrid, un any després del fracàs de la setmana de barricades, mentre que el govern francès volia clarament desplegar a Algèria, durant una reunió entre dos activistes importants, Jean-Jacques Susini i Pierre Lagaillarde, reunint militars a partir de llavors més gran, entre ells el general Raoul Salan. La sigla «OES» es va referir voluntàriament a l'Exèrcit Secret de Resistència. Apareix en les parets d'Alger sobre el 16 de març de 1961, i després s'estén a Algèria i a França, vinculada a diversos lemes: «Algèria és francesa i es mantindrà», «l'OES vencerà» «l'OES colpeja on vol i quan vol», etc.
El 21 de maig de 2013, Dominique Venner, un dels principals ideòlegs del grup, se suïcidà a l'altar de la Catedral de Notre-Dame de París en un acte de rebuig a la legalització del matrimoni homosexual i la immigració a França.
Segons un document desclassificat el 2020 per l'Agència Central d'Intel·ligència dels Estats Units (CIA), el president de govern espanyol Felipe González va ser l'artífex de «la formació d'un grup de mercenaris, controlat per l'exèrcit, per combatre fora de la llei els terroristes», en referència als Grups Antiterroristes d'Alliberament (GAL), els quals van tenir «connexions amb l'hampa, l'Organització de l'Exèrcit Secret (OAS) i la Legió estrangera francesa».